# Danila Semerikov
Danila Michajlovič Semerikov (rusky Данила Михайлович Семериков; * 19. října 1994 Saratov) je ruský rychlobruslař.
Od roku 2011 se účastnil Světového poháru juniorů, v seniorském Světovém poháru debutoval roku 2014. Na Mistrovství Evropy 2018 získal stříbrnou medaili ve stíhacím závodě družstev, v individuálních startech byl na ME 2018 nejlépe pátý na trati 5000 m. Na MS 2019 vybojoval s ruským týmem ve stíhacím závodě družstev bronz a stejný cenný kov získal v závodě na 10 km. Na ME 2020 získal bronzovou medaili v závodě s hromadným startem a stříbro ve stíhacím závodě družstev a z MS 2020 si přivezl bronz ze stíhacího závodu družstev. Na světovém šampionátu 2021 vybojoval v téže disciplíně opět bronz.